# JTF-2
JTF-2（Joint Task Force-2）とは、カナダ統合軍の特殊部隊である統合タスクフォース2のことである。
カナダの国益を守り、国内外のテロの脅威と戦う任務を負っている 。JTF-2はカナダ軍のカナダ特殊作戦部隊司令部（CSOFC）の下で活動し、アメリカのデルタフォースやSEALチーム6、イギリスの特殊空挺部隊や特殊舟艇部隊、オーストラリアの特殊空挺連隊と第2コマンド連隊、ニュージーランドの特殊空挺部隊と比較されることが多い。JTF-2に関する情報のほとんどは機密扱いであり、カナダ軍やカナダ政府からコメントされることは通常ない。
SASカナダ中隊を前身とするカナダ空挺連隊(1995年に廃止)やプリンセス・パトリシア軽歩兵連隊といった精鋭部隊から隊員を集め、1993年に発足した。
創設時に、王立カナダ騎馬警察の特殊部隊である特殊緊急事態対応チーム(SERT)から対テロ任務を引き継いだ（引き継ぎ完了とともに特殊緊急事態対応チームは解散となった）。
部隊創設当初の隊員数は300名程度であったが、その後5年をかけて2倍に増員している。
部隊は中佐を指揮官とし、将校は大尉のみ、隊員は下士官兵で構成される。
JTF-2は、国連のPKF活動でカナダ軍の一部としてボスニア・ヘルツェゴビナに派遣されたり、ルワンダ内戦にも派遣されているとされる。
2002年以降、JTF-2はアフガニスタンに派遣され、特殊作戦に従事している。
2017年5月イラクで、当部隊隊員が国際テロ組織ISILの戦闘員に対して行った狙撃では、狙撃殺害最長記録 となる3540mを達成した。

## 戦史
ボスニア
JTF-2はボスニアに投入され、2人から4人からなるチームで活動し、狙撃路地で国連軍を狙っていたセルビア人狙撃兵を捜索した。彼らはフリーダム55作戦で約55人の人質を解放する予定だったが、ボスニアのセルビア人が自発的に捕虜全員を解放したため、作戦は中止された。
ハイチ
1996年、JTF-2はハイチに派遣され、革命軍の撃退、現地SWATチームの訓練、ポルトープランスの武器密輸業者の襲撃方法について、ルネ・プレヴァル大統領の治安部隊に助言した。
カナダ放送協会によると、JTF-2は2004年にハイチのジャン＝ベルトラン・アリスティド大統領が権力の座から追われた 時にもハイチにいた。彼らはカナダ大使館を警護し、空港を確保した。
対テロ作戦
9月11日の同時多発テロとアメリカの対テロ戦争宣言の余波で、 2001年12月初旬、約40名のJTF-2オペレーターがロバート・ハーワード大尉の指揮下にあるタスクフォースK-Barの一員としてアフガニスタン南部に派遣された。この派遣についてはカナダ国民に知らされなかった。しかし、ショーン・M・マロニーの著書『Enduring the Freedom 』では、JTF-2は2001年10月初旬にジャン・クレティエン首相の許可なく秘密裏に派遣されたと報告されている。
タスクフォースK-Barの指揮下で、JTF-2は米国第3特殊部隊グループと広範囲に活動した。アフガニスタンでの最初の任務の1つは、ハーワードが「第二次世界大戦以来初の連合軍直接行動任務」と表現したものだった。タリバンの司令部を狙ったグリーンベレーとの共同作戦は、JTF-2の隊員を乗せたチヌークが目標地点付近で不時着を余儀なくされ、惨事に終わるところだった。タスクフォースKバーに所属していたハーワードは、直接行動を起こす場合は指揮下にあるJTF-2チームが第一候補だとも述べた。当時、JTF-2はカンダハル空軍基地に拠点を置いていた。  
数ヵ月後、グローブ・アンド・メール紙は、特徴的な森林緑色のカナダ軍戦闘服を着た隊員が捕虜をアメリカ軍に引き渡している写真を一面に掲載した。議員たちはこれらの作戦が進行中であることを知らされていなかったため、議会で激しい抗議が起きた。グレッグ・マディソン海軍中将は、常任議事運営委員会に召喚され、アート・エグルトン国防大臣が国民と政府を故意に誤解させ、首相にJTF-2がアフガニスタンで活動していることを知らせなかったという主張について議論した。カナダのメディアの一部は、特にグアンタナモ湾に送られた可能性のある被拘禁者を特殊部隊が引き渡したことを大々的に報じた。2002年1月、JTF-2はトラボラのすぐ南にあるジャワル・キリで発見された一連の洞窟に偵察チームを派遣した。特殊部隊チームがその地域に投入される前に空爆が現場を襲った。数台の砂漠巡回車両を含むSEALチーム3の小隊は、ドイツの特殊部隊KSKとノルウェーのSOFチームに同行され、約9日間かけて広範囲にわたる現場調査を行い、その地域の洞窟70ヶ所と建造物60ヶ所を掃討し、大量の情報と弾薬を回収したが、アルカイダ戦闘員とは遭遇しなかった。2002年3月、JTF-2偵察チームはアナコンダ作戦に参加した。また、近接警護任務を遂行し、多数の直接行動任務に参加した。その中には、カンダハルのミルワイス病院包囲戦も含まれているとされる。この病院では、米陸軍特殊部隊作戦分遣隊A（SFODA）が病棟に隠れていたアルカイダのテロリスト集団を殺害した。JTF-2は、ニュージーランド特殊空挺部隊と共同で多数の作戦も遂行した。JTF-2の最初の交代は2002年5月にカナダに帰国した時点で完了し、2002年10月までの2回目のより短期間の展開に置き換えられた。
2004年、タスクフォースKバーに所属するJTF-2の推定40名が、アフガニスタンでの任務に対して米国政府から大統領部隊表彰を受けた。JTF-2のアフガニスタンでの活動についてはほとんど知られていないが、会議中に元国防総省参謀総長のリック・ヒリアー将軍は、JTF-2は「需要が高い」と述べ、「世界クラス」と見なされていると述べた。さらに、部隊はアフガニスタン政府に直接支援を提供し、アフガニスタン南部のタリバン指導者を標的にしていると述べた。「これらの指導者の無力化を支援することは彼らの役割の重要な部分であり、彼らはそれを続けていくだろう」と彼は述べた。
2005年11月26日、イラクのイスラム軍（IAI）、アンサル・アル・イスラム（AAI）、イスラム軍の小さな分派、または誘拐組織の偽名、あるいはフリーランスの現金犯罪者誘拐犯と思われるテロリスト集団「正義の剣旅団」のメンバーが、イラクのバグダッドでキリスト教ピースメーカー・チームのメンバー4人（カナダ人2人、イギリス人1人、アメリカ人1人）を誘拐した。これを受けて、イラクのイギリス特殊部隊タスクフォース、タスクフォース・ナイトがライトウォーター作戦を開始した。作戦の先頭に立ったのは第22特殊空挺連隊（SAS）のB中隊で、その目的は人質の発見と救出であった。作戦にはJTF-2とカナダの情報専門家からなる小チームがタスクフォースに加わり、米国は作戦に技術的情報を提供した。部隊は協力して市内各地で執拗な襲撃を行い、人質捜索で諜報活動を活用して状況を把握し、最終的に2006年3月23日に残りの人質3人がSASによって救出された

。
国防総省と英国外務省はともに、イラクで人質にされていた英国とカナダのクリスチャン・ピースメーカー・チームの救出にJTF-2が果たした重要な役割についてコメントした。カナダ当局はJTF-2の関与を認めなかった。 
カナダのメディアでは、JTF-2の作戦展開の可能性について多くの憶測が飛び交っている。2001年の時点で、この部隊の隊員数は297人だったが、その年の終わりに対テロ戦争が現実のものとなり、連邦政府は4年以内に隊員数を600人に増やす意向を発表した。
2014年時点では、この部隊はカナダの「生来の決意作戦」の一環である「インパクト作戦」の下、訓練要員としてイラクに派遣されていると考えられている。カナダ政府は JTF 2の関与を否定も肯定もしていない。
2017年6月、イラクのJTF-2の狙撃手が3,540メートル（2.20マイル）の距離からISIL戦闘員を射殺したと報じられ、確認された殺害距離として世界最長記録を樹立した。この射撃は、高層ビルから、カナダ軍が標準装備するマクミランTAC-50ライフルを使用して行われた。これは、対人任務で狙撃手が一般的に使用する.50口径（12.7×99mm）の対物ライフルであり、カナダ軍の呼称はC15長距離狙撃武器（LRSW）である。

その他の活動
ディーン・マクファデン海軍中将もJTF-2が2010年冬季オリンピックと2010年冬季パラリンピック の警備に役割を果たすことを確認した。
JTF-2は海外に渡航するカナダ人のボディーガードとしても活動しており、1996年11月にはモーリス・バリル中将とレイモンド・クレティエンに同行してザイールを訪問した。メディアに提供された写真にJTF  2隊員の顔が写っていることが明らかになると、写真は編集され、顔を削除して再発行された。1998年には、ロメオ・ダレール将軍に同行してタンザニアを訪問し、 1994年の大量虐殺に加担したとされるルワンダのフツ族当局者に対して証言する予定だった。同様に、戦争犯罪検察官のルイーズ・アルブールに同行してコソボを訪問した。[ 8 ] 2000年11月初旬、保守党の国防評論家デイビッド・プライスはJTF  2がコソボに派遣されたと述べたが、ジャン・クレティエン首相とアート・エグルトン国防相はこれを否定した。
この部隊は、2011年のリビア内戦におけるカナダ軍の作戦「モービル作戦」において、特殊空挺部隊および特殊舟艇部隊とともに活動していたと考えられている。
2021年8月、JTF-2とCSORの隊員がアフガニスタンに派遣され、カブールのカナダ大使館の職員を避難させた。
2022年5月、ジャスティン・トルドー首相は連帯を示すため、また閣僚らとともに自ら戦争を目撃するためにウクライナを訪問した。警護隊の一員として、JTF2のメンバーらが同行した。
2023年10月、JTF-2と他のCANSOFCOM部隊がカナダ大使館の警備を支援するためにイスラエルに派遣された。 2024年3月、JTF-2の隊員がカナダ大使館と職員の保護のためにハイチに派遣された。

## 入隊条件
- カナダ統合軍全部隊からの志願・選抜
- 3年を1任期とする兵役期間を勤め、再志願した2期目以上の将兵
- 母国語の英語あるいはフランス語以外にもう1ヵ国語を話せること

## 装備

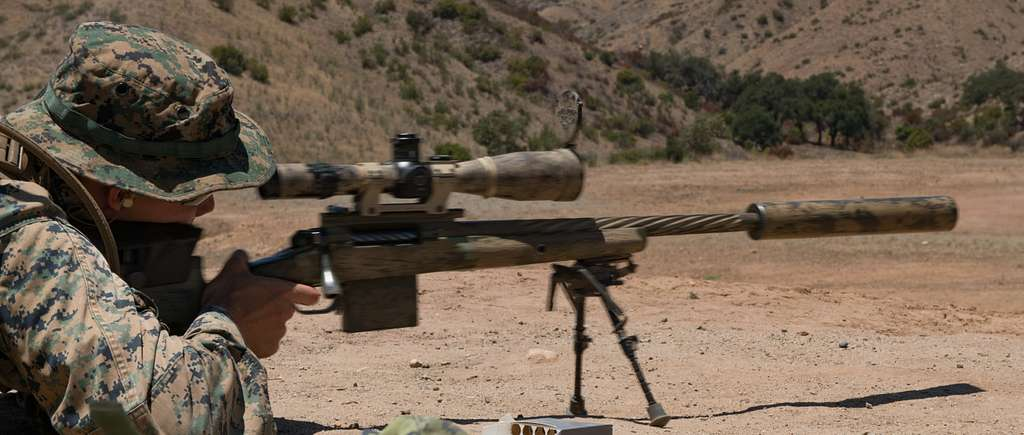
A US marine using the Timberwolf rifle at RIMPAC 2018

火器
- ディマコC7
- ディマコC8
- SIG MCX
- SIG SIG716
- FN P90
- H&K MP5
- SIG SAUER P226
- SIG SAUER P320
- C9A1機関銃
- ベネリM3
- レミントンM870
- H&K PSG-1
- M110セミオート狙撃銃
- マクミラン TAC-50
- アキュラシーインターナショナルAWP
- バレットM82
- C-14ティンバーウルフ

- H&K HK69
- AT-4
- カールグスタフM4

通信機器
- AN/PRC-163

暗視装置
- GPNVG-18
- AN/PVS-31

車両
- 特殊作戦仕様ハンヴィー

## 所在地
- オタワにあるドワイヤー・ヒル訓練センター

## JTF-2が関わる作品
- 『コール オブ デューティ モダン・ウォーフェア2』国際特殊部隊タスクフォース141にJTF-2の隊員が所属していると思われる。
- 『レインボーシックスシージ』攻撃側オペレーターとしてバック、防衛側オペレーターとしてフロストが登場する。他のオペレーターと比べて両者のシンプルな造りをしたデバイスは寒冷地での活動が主だったからと思われる。